# Rova Lev ha-Ir

Čtvrtí v Tel Avivu

Rova Lev ha-Ir (hebrejsky: רובע לב העיר, doslova Čtvrť střed města) je čtvrť v centrální části Tel Avivu v Izraeli. Jde o jednu ze sedmi částečně samosprávných částí, na které byl Tel Aviv rozdělen (přičemž část území města do tohoto systému nespadá). Ze správního a administrativního hlediska se Tel Aviv rozděluje na devět částí, které se z těmito částečně překrývají. V tomto případě Rova Lev ha-Ir zahrnuje území čtvrtí Rova 5 a Rova 6.

## Geografie
Leží v rovinaté, zcela urbanizované krajině na pobřeží Středozemního moře v nadmořské výšce do 20 metrů.

## Popis čtvrti
Na severu je ohraničena ulicí Bograšov, Sderot Ben Cijon, Marmorek a Ša'ul ha-Melech. Na jihu ulicemi ha-Rakevet, Derech Menachem Begin, Derech Jafo a Ejlat. Na východě ji ohraničuje takzvaná Ajalonská dálnice (Netivej Ajalon), která sestává z úseku dálnice číslo 20. Na západě je hranicí pobřeží Středozemního moře s plážovými areály.
Čtvrť Rova Lev ha-Ir je spíše umělou územní jednotkou vytvořenou pro správní, demografické a statistické účely. Sestává ale z osmi podčástí, které představují autentické a specifické urbanistické celky. Jde o následující čtvrtě:
- ha-Kirja
- Kerem ha-Tejmanim
- Lev ha-Ir Darom
- Lev ha-Ir Merkaz
- Lev ha-Ir Cafon
- Lincoln
- Montefiore (včetně podčásti ha-Rakevet)
- Neve Cedek (včetně pobřežního pásu Menašija) a Šabazi

Nacházejí se tu nejstarší obytné okrsky v Tel Avivu. Zástavba má smíšený charakter. Zčásti jde o původní výstavbu s úzkými ulicemi a nízkými objekty, rozkládá se tu soubor funkcionalistické architektury z 30. a 40. let 20. století (Bílé Město) a dále rostoucí počet nových staveb, často výškového charakteru. Čtvrť je oblíbená turisty a mladými páry. K prosinci 2007 zde žilo 37 877 lidí.